# Vízipisztoly

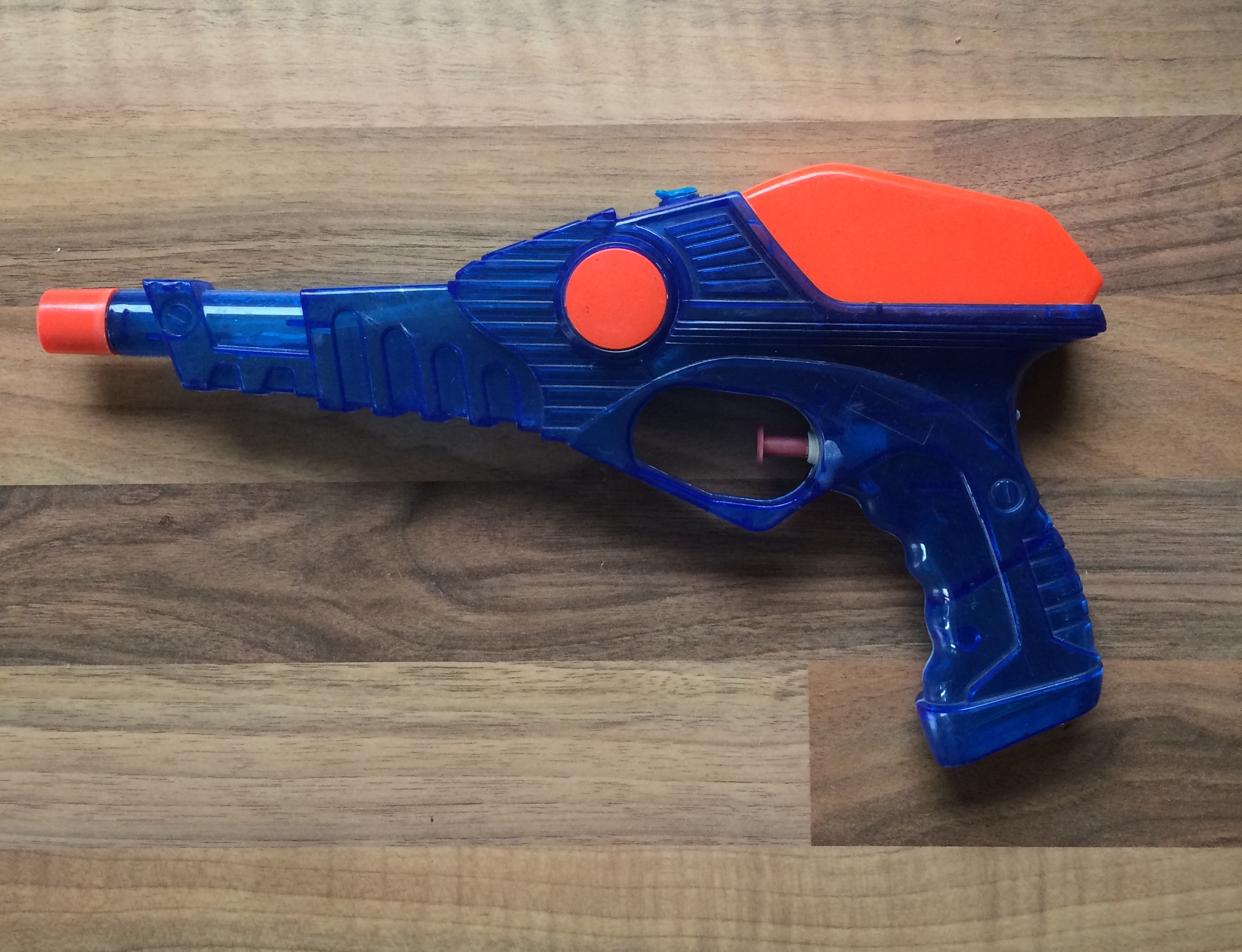

A vízipisztoly egyfajta játékfegyver, amely lövedék gyanánt vizet lő ki. A játék hasonló a vizes lufihoz, mert szintén az ellenfél eláztatása a játék célja.
A régi vízipisztolyok még fémből készültek, és hasonlóan kellett kipréselni a folyadékot belőlük, mint az injekciós tűből. A mai vízipisztolyok legrégebbi típusai a 70-es években terjedtek el.
A hagyományos vízipisztolyok ugyanazon az elven működnek mint a spray palackok. A játék lényegében egy tartály, és a pisztoly ravaszára csatlakoztatott szivattyú lövi ki a vizet a pisztolyból. A modern vízipisztolyok egyre bonyolultabb technológiát vesznek igénybe, mint elődeik a nagyobb teljesítmény érdekében. A modern variációk igénybe vehetik a sűrített levegőt, a gumikamrákat, a rugókat, a perisztaltikus szivattyúkat és a hidraulikus meghajtást, de néhány változat elemekkel működtetett elektromos szivattyúval működik. Néhány ezeknek a technológiáknak a kombinációit is alkalmazza.
Néhány évvel ezelőtt az Amerikai Egyesült Államokban és Kanadában a behozatali szabályok és a hazai törvények megkövetelték, hogy a vízipisztolyok kizárólag világos, színezett vagy átlátszó műanyagból készülhetnek, mivel néhány fajtájukat könnyű összetéveszteni az igazi fegyverekkel.

## Külső hivatkozások
- Super Soaker Central (angolul)
- Aale van der Veenin digitaalinen vesiasemuseo (angolul)
- Howstuffworks – kattava selonteko vesipyssyn toiminnasta (angolul)
- SuperSoakerin virallinen Internet-sivusto (angolul)